# Quintal (unité)
Pour les articles homonymes, voir Quintal.
Le quintal, dans sa définition la plus récente et la seule encore utilisée, est une unité de masse (symbole : q) qui équivaut à 100 kilogrammes.

## Étymologie
Le mot quintal est emprunté, par l'intermédiaire du latin médiéval quintale, à l'arabe قِنطار qinṭār, lui-même emprunté au grec médiéval κεντηνάριον / kentenárion, emprunté au latin tardif centenarium « poids de cent livres ».

## Histoire
Il a été défini par l'arrêté du 13 brumaire an IX (4 novembre 1800). Il s'agit d'une unité obsolète depuis l'abandon en 1840 des mesures usuelles de 1812, et il ne fait pas partie du Système international d'unités. Il est cependant encore utilisé, notamment pour les mesures de rendements agricoles, notamment en matière de productions céréalières et assimilées ; dans ce cas il s'agit du quintal dit métrique qui vaut cent kilogrammes (100 quintaux à l'hectare = 10 000 kg/ha = 10 t/ha).
Historiquement, le quintal équivalait généralement à 100 livres.
- Le quintal français ancien valait 100 livres anciennes, donc environ 48,951 kilogrammes. Le quintal était encore utilisé au début des années 1960 à Strasbourg (Bas-Rhin) pour mesurer 50 kg de charbon acheté en sacs. En Limousin, le petit quintal (50 kg) était parfois utilisé jusqu'au milieu du XXe siècle en milieu rural.

- Le quintal anglais – en anglais hundredweight (en) – symbole cwt, équivaut
  - soit à 100 livres avoirdupois le quintal court de l'Amérique du Nord, donc environ 45,359 kg.
  - soit à 112 livres avoirdupois, le quintal long du système impérial, donc environ 50,802 kg.

- Le quintal espagnol équivaut à 100 livres castillanes (101,5 livres), donc environ 46,04 kg. Il est encore utilisé dans l'Amérique latine et dans les marchés internationaux de certains produits agricoles comme le coton.

Le quintal ne fait pas partie des unités légales françaises et il est interdit de l'utiliser en tant qu'unité de masse dans les domaines du commerce, de l'économie, de la santé, de la sécurité et dans l'administratif.